# Гадаене на карти „Таро“
Гадаене на карти „Таро̀“ е един от вариантите за гадаене, окултна техника, която позволява чрез манипулиране на карти „Таро“ да се получат отговори на подходящо формулирани въпроси, свързани с миналото, настоящето, бъдещето, скрити причини за събития. 
Тълкуването на картите „Таро“ – като оракул или като част от по-психологически подход – понякога се нарича с неологизми, като тарологията. То е вид гадателно изкуство.
Тази практика се основава на набор от вярвания, специфични за окултизма, относно съществуването на мистериозни сили или невидими връзки между нещата. В окултната среда много теории приписват на гадателното използване на карти „Таро“, както и на самите карти, много разнообразен митичен произход: древен Египет, бохемите и т.н.

## История
В исторически план най-старата известна следа от използването на картите Таро като инструмент за тълкуване се появява в Болоня през първата половина на 18 век. 
Значителен момент в развитието му вероятно се появява в края на 18 век, в работата на Антоан Кур де Жебелен, незабавно разширена от Жан-Батист Алиет, известен като „Етейла“, но източникът вероятно е италиански. 
През XIX век Елифас Леви разработва теория, която, свързвайки по-специално 22-те основни карти (наречени главни аркани от 1863 г., по отношение на лексикона на Парацелз) с 22-те букви от еврейската азбука, се превръща в еталон в окултистката среда.
Въз основа на работата на Леви, много колоди „Таро“ за гадания са създадени в началото на XIX и XX век от различни окултни общества, главно френски и англосаксонски, всяка от които желае да разработи колода, чиято иконография и ключ към тълкуването ще бъдат в съответствие с нейната доктрина.
Сред най-известните производни са Таро де Вирт, публикувано през 1889 г. от Станислас де Гуайта и Осуалд Вирт, и Таро Уейт-Смит, публикувано през 1909 г. от Артър Едуард Уейт и Памела Колман Смит.

## Процедура за гадаене
В най-простите случаи гадаенето се свежда до формулиране на въпрос, изтегляне на една произволна карта от тесте и интерпретирането ѝ спрямо зададения въпрос. Въпреки това, такова гадаене често е неудобно, тъй като тълкуването на една карта вероятно ще бъде или двусмислено, или няма видима връзка с въпроса. За да получите по-подробни и подробни отговори, се използват групи от произволно избрани карти, подредени на масата в определен ред – така наречените „подреждания“. Всяко подреждане има конкретна целева група от въпроси, на които то е предназначено да отговори („общо състояние на нещата“, „партньорство“, „любов“, „работа“, „отношения с другите“, „самопознание“ и т.н. ), а на карта, попаднала в определена позиция в подреждането, вече се приписва не общо, а много по-тясно тълкуване.
Самата процедура по гадаене може да варира, в най-общата си форма изглежда така:
1. Гадателят трябва да формулира въпрос, на който би трябвало да получи отговор.
2. Тестето трябва да се разбърка старателно в „затворен“ вид (тоест, така че картите да са обърнати надолу). Ако гадателят вземе предвид изправеното и обърнато положение на картите (виж по-долу), смесването трябва да се извършва върху достатъчно голяма гладка повърхност (маса) с кръгови движения, така че картите да имат възможност да се обръщат.
3. От размесеното тесте по един или друг начин се избира броят на картите, необходими за гадаене, които се подреждат на масата с лицето надолу в определен ред (т.нар. „подреждане“).
4. След това, в реда, определен от подреждането, картите се „отварят“ – обръщат се с лицето нагоре, или всички наведнъж, или една по една, според напредването на тълкуването.
5. Всяка отворена карта се тълкува според собственото си значение и позиция в подреждането.
6. Отделните тълкувания на картите се комбинират от гадаещия в съгласуван кратък разказ, описващ проблема, причините за възникването му и/или перспективите за развитие на ситуацията.
7. Изчисляване и тълкуване на квинтесенцията (най-важното от същността, повтарящото се) на подреждането.

Квинтесенцията е вид „обобщение на подреждането като цяло“; тълкува се като най-общ отговор на поставения въпрос и може да се използва като уточнение за тълкуване на отделни карти от подреждането. За да се изчисли квинтесенцията, първо се изчислява сумата от числовите стойности на всички карти, попаднали в подреждането (главните аркани се броят по сериен номер, асото и цифровите малки аркани са по номинална стойност, фигурните малки аркани не се вземат предвид). Ако сборът е едноцифрено число, това е квинтесенцията, в противен случай всички цифри от числото на резултата се събират и това продължава, докато се получи едноцифрено число (например, ако първоначалната сума е 365, тогава 3 + 6 + 5 = 14 и от него 1 + 4 = 5, тоест квинтесенцията на подреждането е 5). Ако предишната сума (преди крайното едноцифрено число) е в диапазона от 10 до 22, тогава тази сума се третира като допълнителна стойност на квинтесенцията (в предишния пример е 14). Интерпретацията на квинтесенцията се определя от тълкуването на тези главни аркани (козове), с чиито номера съвпадат нейните числа (в нашия пример това са 5–Върховният жрец и 14–Умереността). Числото 22 е поставено в съответствие с Шута (Глупака).

## Основна интерпретация на картите
Като цяло, до XIX век, доколкото може да се съди от наличната литература по тази тема, процедурата за гадаене и тълкуване на резултатите от нея е била доста формална: гадателката е била помолена да следва точно реда, описан в наръчника, и да тълкува картите точно в съответствие с предложената схема. Но от края на XIX – началото на XX век все по-голям брой таролози са склонни към различен подход, който сега е станал почти общоприет: интуитивно тълкуване на резултатите от гадаенето. Според него първоначалното, основно значение на попадналата на определена позиция карта е само отправна точка за тълкуване, а гадателят трябва сам да определи истинското значение на попадналата карта, в съответствие със своята интуиция, обкръжението в което е попаднала картата, както и характеристиките на конкретна ситуация и въпрос.
Поради богатата си символика, всяка една карта предлага много по-богата информация относно даден проблем в сравнение със своите предшественици, например руните. В много случаи, дори и една карта е достатъчна да посочи естеството на проблема и най-правилното действие в тази ситуация.
А понякога проблем няма и картите съветват просто запазване на благоприятното положение.

### Тълкуване на карти за различни разпоредби и въпроси
В днешно време се публикува много литература за гадаене на таро, която дава конкретни интерпретации за всяка карта или дори за всяка комбинация от „карта – място в подреждането“ за определени подреждания. Обикновено при интерпретацията на картата се разграничават следните основни аспекти:
- Основното тълкуване е общата основна интерпретация, върху която се изграждат други интерпретации. Обикновено то е най-малко конкретно.
- Професионална дейност и кариера.
- Съзнание, чувства – интерпретация на въпроси и позиции, свързани с мисли, чувства, подсъзнателни страхове и надежди, осъзнаване на нещо.
- Приятелство и любовни връзки, сексуална сфера.
- Съвети – за разпоредби, свързани с отговорите на въпросите: „Какво трябва да се направи?“, „В коя посока да продължа?“, „На какво да обърна специално внимание?“.
- Внимание – за твърдения, които отговарят на въпросите: „Какво не трябва да се прави?“ или „От какво да се страхувам?“.

### Изправени и обърнати позиции
За разлика от стандартните карти за игра, които обикновено са симетрични около хоризонтална средна линия, повечето дизайни на карти таро имат добре дефинирани горни и долни части. В тази връзка има два подхода за тълкуване на карти: със и без отчитане на обърнатата позиция на картата. Няма консенсус сред читателите на таро кой подход е по-правилен, мнозина вярват, че може да се използва всяка опция, при условие че гадателят реши предварително, преди да смеси картите, коя опция ще избере и в бъдеще стриктно следва избора си. Технически има две разлики:
- Като се има предвид обърнатата позиция на картите, гадателят трябва, когато ги смесва, да използва методи, които ще гарантират, че част от картите се завъртат произволно на 180 °. Например, това може да бъде подреждане на тесте на доста голяма маса и разбъркване на картите с кръгови движения. Ако позицията на картата не се вземе предвид, тогава тестето обикновено просто се разбърква.
- Когато се вземе предвид обърнатата позиция на картите по време на гадаене, „отварянето“ на картите, изложени на масата, задължително се извършва чрез завъртане около вертикалната ос (тоест картата се обръща към предната страна чрез преместване „една до друга“, а не „отгоре надолу“ или „отдолу нагоре“), така че позицията на картите да не се промени при отваряне.

Ако се вземе предвид обърнатата позиция на картите, тогава картата в позиция „с главата надолу“ получава същата основна интерпретация като в изправена позиция, но с промяна в „полярността“ (благоприятната опция за прогнозиране се променя на неблагоприятна едно и обратно) или вид „семантично изместване“ на интерпретацията (например карта в изправено положение може да се тълкува като предвестник на проявата на някои по-висши сили, а в обърната позиция може просто да предскаже среща с жена).

### Големи аркани
Картите от тази група вещаят по-монументални аспекти от живота. Всеки от големите (главни) аркани има свое собствено индивидуално описание и характеристики, които определят стойностите на картата. Тези интерпретации могат да варират значително в зависимост от конкретната традиция и използваната колода Таро, въпреки че като цяло те са повече или по-малко дефинирани. Някои създатели на тестета са публикували цели книги с подробни описания как трябва да се тълкува всяка карта в зависимост от оформлението, позицията и средата.
Много ръководства за гадаене на таро препоръчват на начинаещите да започнат да овладяват тази практика с гадаене само на главните аркани и едва след придобиване на необходимите умения да преминат към използване на цялата колода. Очевидно това до голяма степен се дължи на факта, че символиката на главните аркани е много по-очевидна и по-лесна за тълкуване, освен това този подход ви позволява да започнете практически прогнози дори преди момента, в който гадателят е проучил цялото тесте и е научил поне основните интерпретации на всички 78 карти.

### „Бели“ карти
Някои колоди Таро съдържат, в допълнение към основните 78 карти, една или две допълнителни, така наречените „бели“ или „празни“ карти. Наличието на тези карти се свързва с медитационни практики, базирани на Таро, но могат да се използват и при гадаене. Някои източници препоръчват просто да извадите тези карти от тестето при гадаене, други, напротив, ви съветват да ги използвате безотказно (включително да ги добавите към 22-та главни аркана, ако гадаене се извършва само върху тях).
Ако „бяла“ карта попадне в съответната позиция на оформлението, това се тълкува като фундаментална невъзможност да се каже нещо за този аспект на разглеждания процес, абсолютна несигурност.

### Малки аркани
Малките аркани показват по-скоро моментно състояние като част от някакъв по-голям процес. Интерпретацията на тези карти е малко по-формална. Като цяло се основава на съответствието на цветовете и стойностите на картите с позициите в определени символни системи.

#### Костюми
Костюмите (боите) традиционно се поставят в съответствие с четири елемента („стихии“) и се считат за „надзорни“ на всяка от собствените си области на съществуване:
| Костюм                              | Боя на игралните карти | Стихия | Годишно време | Страна на света | Средновековно съсловие | Свързани понятия |
| ----------------------------------- | ---------------------- | ------ | ------------- | --------------- | ---------------------- | --- |
| Жезли (Скиптри, Палки)              | Трефи, Спатии          | Огън   | Лято          | Юг              | Селячество             | Воля, целеустременост, порив, планиране, ред, подреденост, предприемачество, управление, контрол, енергия, активност, страст, упорство, агресивност, физическа сила, мъжество, сексуалност. |
| Чаши                                | Купи                   | Вода   | Есен          | Запад           | Духовенство            | Мир, покой, емоции, чувственост, любов, мекост, пасивност, изменчивост, празник, алкохол.                                                                                                   |
| Мечове                              | Пики, Вини             | Въздух | Пролет        | Изток           | Рицарство              | Мисли, духовна енергия, интелект, аналитични способности, наука, интуиция, творчество, връзка, информация, житейски битки, закон, несдържаност, активност, чистота, безпорядъчност.         |
| Монети (Пентакли, Дискове, Денарии) | Кари                   | Земя   | Зима          | Север           | Търговци               | Пари, икономика, плодородие, стопанство, труд, тяло, здраве, дом, основателност, реализъм, практичност, консервативност, професионално развитие.                                            |

От тях жезлите и мечовете (огън и въздух) се считат за „мъжки“, а чашите и дисковете (вода и земя) се считат за „женски“.

#### Карти с фигури
Картите с фигури на малките аркани могат, в зависимост от позицията, също да бъдат поставени в съответствие с елементите (стихиите):
- Крал (Рицар) – Огън.
- Кралица (Дама) – Вода.
- Рицар (Принц) – Въздух.
- Паж (Принцеса) – Земята.

Често фигурните малки аркани Крал и Кралица се тълкуват просто като мъже и жени или като израз на типично мъжко (ян) или типично женско (ин) отношение и поведение. В първия случай това се отнася до активно отношение към ситуацията, желание да се управлява и държи под контрол, във втория – пасивно очакване, възприемане на случващото се и готовност за реагиране на подходящо външно въздействие.
Другите два фигурни малки аркана – Рицарят и Пажът – обикновено не са персонифицирани. Рицарят се тълкува като активно, ясно изразено състояние, определено от костюма, или предвестник на настъпването на такова състояние (Рицар на жезли – топлина на страст, откровено изразяване на силни емоции, нетърпение, желание да получите всичко наведнъж, Рицар на чаши – активиране на взаимоотношенията, дълбоки чувства, любов, радост от общуването и т.н.). Пажът се тълкува като предвестник на съобщение (писмо) или друг „дар на съдбата“, шанс, предоставен от обстоятелствата.

#### Цифрови карти
Цифровите карти, които включват и аса (с номинална стойност 1), се интерпретират в съответствие с тяхната числена стойност. В комбинация с елемента (стихията), даден от боята, числото показва основната стойност на картата. Примери за възможни интерпретации на числовите стойности на картите (в никакъв случай не са изчерпателни за всички възможни опции) са дадени в таблицата: 
| Число | Значение                                                                                      | Някои възможни интерпретации                                     |
| ----- | --------------------------------------------------------------------------------------------- | ---------------------------------------------------------------- |
| 1     | Активност, инициатива, творчески импулс, сила, ян                                             | Шанс, реална възможност                                          |
| 2     | Двойственост, противоположност, друг човек, реакция, разнообразие                             | Съединение, хармония, конкуренция, компромис                     |
| 3     | Стабилност, плодородие, синтез, Божествено                                                    | Активно развитие на стабилна основа                              |
| 4     | Ред, структура, реалност, безопасност, земно                                                  | Стабилност, устойчивост, защитеност, негъвкавост                 |
| 5     | Квинтесенция, микрокосмос, смисъл, число на човека, число на греха, стремеж към висшето       | Кризата като естествен етап на развитие, предизвикателство       |
| 6     | Взаимопроникване, силен съюз на противоположностите, любов, равновесие, хармония, сексуалност | Успех, помощ, съединение                                         |
| 7     | Завершеност (3+4)                                                                             | Край, преломен момент, критична точка, риск, изтощение на силите |
| 8     | Началото на ново (7+1)                                                                        | Промени, трансформация, обновяване                               |
| 9     | Обръщане навътре, концентрация                                                                | Концентрация преди влизане в нещо ново                           |
| 10    | Божествен ред, завършеност (1+2+3+4)                                                          | Пълнота, сума от всичко, изобилие, цяло                          |

Ако в използваното тесте на цифровите карти има символи, те могат да осигурят допълнителен материал за интерпретация, да го разширят и задълбочат. Така например картата „9 от жезли“ по номинална стойност и боя може да се тълкува като „комбинация от сила, смелост и постоянство“ – доста общо тълкуване. Въпреки това, когато се използва например тесте „Таро Райдер – Уейт“, на което цифровите карти са снабдени със сюжетни рисунки, тази интерпретация може да бъде значително уточнена. Рисунката на тази карта в колодата на Райдер – Уейт показва мъж с превързана глава, с жезъл в ръцете, стоящ на фона на ограда от жезли в поза, която може да се тълкува като „пазач“, „страж“. Съответно картата може по-точно да се тълкува като „готовност за отбрана“, „бдителност“ и като се вземе предвид фактът, че на снимката няма конкретен агресор – и като „безпочвени, напразни вълнения“; изображението на превръзката ви позволява допълнително да въведете интерпретацията на „напомняне за старата рана“; фактът, че оградата е изобразена зад героя, може да се тълкува като „ограждане на минали проблеми“. На гадателя остава да избере какво му се струва актуално в случая. 
Цифровите карти се използват и за онагледяване на възможностите и задачите на периоди от календарната година. Цялата година се покрива от 36 цифрови карти, всяка от които се отнася за десетина дена. Например, дните от 19 до 28 февруари се тълкуват с Осмица чаши. Освен общата характеристика се определят и частни показатели: астрологично съответствие (планета в съзвездие);
ключ; идеи; чувства, емоции и настроение; мисли; действия, постъпки; трудности; шансове; въпроси.

## Подреждания
По време на гадаене картите Таро се подреждат под формата на определени фигури, наречени подреждания.
Най-примитивната, може да се каже, крайната версия на подреждането е тегленето на една карта. В този случай гадателката рискува да получи изключително двусмислен и неясен отговор. Повече сигурност може да се постигне чрез изтегляне на две карти от тестето. В този случай първата изтеглена карта се тълкува като положителен отговор на въпроса (тоест описание на ситуацията, прогноза или съвет как да се действа), а втората се интерпретира като предупреждение, индикация за скрити мотиви или пренебрегвани обстоятелства. Съответно при тълкуването на първата карта акцентът е върху аспекти, съответстващи на темата на въпроса, а на втората – конкретно върху аспекта „предупреждение“. И накрая, има най-простото оформление на три карти: три последователно изтеглени карти символизират в него съответно миналото, настоящето и бъдещето; втората карта се използва като описание на текущото състояние на нещата, при тълкуването на първата карта, акцентът е върху това, което може да се тълкува като причините, довели до текущото състояние, а третата, в зависимост от въпроса, или описва естественото продължение на събитията, или посочва как трябва да действа питащият, за да получи желания резултат.
Някои по-сложни популярни подреждания са показани в таблицата (числата на изображенията на картите показват реда, в който са разположени картите по време на гадаене, препоръчителният ред на отваряне на картите може да се различава):
| Име           | Назначение, област на използване | Тълкуване на картите | Схема на подреждането |  |
| ------------- | --- | --- | --------------------- |  |
| Келтски кръст | Едно от основните сложни подреждания, може да се използва за гадаене по широк кръг от въпроси. В същото време представя описание на проблема, отношението на питащия и хората около него, външни влияния, хронология ( „какво се е случило преди, какво ще се случи по-късно, когато всичко свърши“), предупреждения и окончателна прогноза. | 1) база, основа на възникналия проблем, ситуация; 2) сила, предизвикваща активни изменения, посока; 3) мисли, планове, задачи, надежди; 4) как се чувства питащият; чувства, подлежащи на опасения; 5) близко минало, мотивации, действия и предшестващи събития; 6) близко бъдеще; 7) в дъното на нещата, стил на поведение на питащия, самосъзнание и отношение към гадаенето; 8) влияние на обкръжението, съвет; 9) неочаквани влияния, възможни проблеми, пречки; 10) резултат, бъдеще, далечна перспектива. |                       |  |
| Сляпо петно   | Подреждането е предназначено за гадаене за характеристиките на личността, за качествата и свойствата, които човек демонстрира и крие. | Оформлението се дешифрира като таблица 2х2, където колоните се наричат „Позната за питащия“ и „Неизвестна за питащия“, а редовете – „Познат за другите“ и „Неизвестен за другите“. Съответно, декодирането на картите: 1) Съзнателната и демонстрирана част от личността е това, което и питащият, и другите знаят за питащия. 2) „Мистър Х“ – скрито, подсъзнателно, нещо, което не се демонстрира и не се осъзнава, но влияе на поведението. 3) „Сянка“ – страни на личността, които питащият е наясно, но предпочита да не демонстрира. 4) „Сляпо петно“ – това, което другите виждат в човек, но самият той пропуска.      |                       |  |
| Алхимик       | Предназначено е за гадаене за съдбата, жизнения път на питащия. | 1) минало; 2) настояще; 3) бъдеще; 4) близко бъдеще; 5) междинно бъдеще; 6) далечно бъдеще. |                       |  |
| Подкова       | Използва се за тълкуване на текущото състояние на нещата. | 1) влиянието на миналото върху настоящето; 2) текущата ситуация; 3) бъдещо развитие; 4) какво да правя; 5) влиянието на околната среда върху ситуацията; 6) трудности, които могат да се срещнат; 7) краен резултат. |                       |  |
| Партньорство  | Предназначено е за гадаене за любов, партньорство, приятелство, бизнес отношения с трета страна. | Лявата колона символизира питащия, дясната – партньора. 1) Сигнификатор – показва какво управлява връзката. 2) 7 – 2 – съзнателно ниво – как самите партньори оценяват връзката; 3) 6 – 3 – емоционално ниво – какво чувстват партньорите, какво искат от връзката и от какво се страхуват; 4) 5 – 4 – външна страна – как изглежда връзката за другите. |                       |  |
| Компас        | Предназначено е за гадание по въпроса „Какво ще стане, ако…“ с няколко алтернативи. | Картите са подредени под формата на n-лъчева звезда, където n е броят на разглежданите алтернативи. Илюстрацията показва пълната версия на оформлението за 8 алтернативи. При подреждането на карти на всеки лъч (четири карти, от 1 до 4буква) се приписва една от предложените опции за действие. Картите се подреждат от 1, първо всички 2, по часовниковата стрелка, след това всички 3, след това всички 4. Картите върху гредата (1 – общо начало за всички) означават, когато се прилагат към съответната алтернатива: 1) Текущата ситуация. 2) Как ще се развият събитията. 3) Как ще реагират другите. 4) Резултатът. |                       |  |